# Paul Auguste Ernest Laugier
Paul-Auguste-Ernest Laugier (Paris, 22 de dezembro de 1812 – 5 de abril de 1872) foi um astrônomo francês, um dos dois astrônomos franceses referenciados como M. Laugier.
Filho do químico André Laugier (1 de agosto de 1770 – 9 de abril de 832), foi aluno de astronomia de François Arago.

## Obras
- Laugier, Paul-Auguste-Ernest, “Note sur la première comète de 1301”, Comptes rendus hebdomadaires des séances de l’Académie des sciences, 15 (1842), 949-951 Gallica
- Laugier, Paul-Auguste-Ernest, “Notice sur l’apparition de la comète de Halley en 1378”, Comptes rendus hebdomadaires des séances de l’Académie des sciences, 16 (1843), 1003-1006 Gallica.
- Laugier, Paul-Auguste-Ernest, “Mémoire sur quelque comètes anciennes”, Comptes rendus hebdomadaires des séances de l’Académie des sciences, 22 (1846), 148-156 Gallica – orbital elements of the comets of 568, 770, 1337, 1433, 1468, 1472 & 1506.
- Laugier, Paul-Auguste-Ernest, “Mémoire sur quelques anciennes apparitions de la comète de Halley, inconnues jusqu’ici”, Comptes rendus hebdomadaires des séances de l’Académie des sciences, 23 (1846), 183-189 Gallica.